# (11093) 1994 HD
(11093) 1994 HD là một tiểu hành tinh vành đai chính. Nó được phát hiện bởi Robert H. McNaught ở Đài thiên văn Siding Spring ở Coonabarabran, New South Wales, Australia, ngày 17 tháng 4 năm 1994.